# Shahin Shahr
Shahin Shahr este un oraș din Iran.